# Deutsche Ringermeisterschaften 1928
Die 20. deutschen Meisterschaften im Ringen wurden 1928 in Koblenz ausgetragen.

## Ergebnisse

### Fliegengewicht
| Platz | Sportler         | Stadt/Verein        |
| ----- | ---------------- | ------------------- |
| 1     | Georg Gerstacker | ASC Sandow Nürnberg |
| 2     | Josef Schütz     | Kreuznach           |
| 3     | Eugen Winkes     | Ludwigshafen        |

### Bantamgewicht
| Platz | Sportler       | Stadt/Verein |
| ----- | -------------- | ------------ |
| 1     | Ernst Wahl     | Zella-Mehlis |
| 2     | Ludwig Gaubatz | AK Pirmasens |
| 3     | Hugo Reul      | Pirmasens    |

### Federgewicht
| Platz | Sportler         | Stadt/Verein  |
| ----- | ---------------- | ------------- |
| 1     | Heinrich Zehmer  | ASV Kreuznach |
| 2     | Konrad Wendemuth | Kirchlinde    |
| 3     | Ernst Montigel   | Tuttlingen    |

### Leichtgewicht
| Platz | Sportler         | Stadt/Verein       |
| ----- | ---------------- | ------------------ |
| 1     | Paul Muschal     | Sportklub Hörde 04 |
| 2     | Eugen Häßler     | ASV Tuttlingen     |
| 3     | Hermann Schwindt | Hornberg           |

### Mittelgewicht
| Platz | Sportler      | Stadt/Verein  |
| ----- | ------------- | ------------- |
| 1     | Eduard Krämer | Duisburg      |
| 2     | Jean Földeák  | Hamburg       |
| 3     | Fritz Bräun   | ASV Kreuznach |

### Halbschwergewicht
| Platz | Sportler       | Stadt/Verein  |
| ----- | -------------- | ------------- |
| 1     | Willi Müller   | ASV Kreuznach |
| 2     | Edmund Maier   | AK Pirmasens  |
| 3     | Emil Poganiatz | AK Pirmasens  |

### Schwergewicht
| Platz | Sportler        | Stadt/Verein              |
| ----- | --------------- | ------------------------- |
| 1     | Georg Gehring   | SV Siegfried Ludwigshafen |
| 2     | K. Kurbjuhn     | Essen                     |
| 3     | Hans Schütz (?) | ASV Heros Dortmund        |

## Deutsche Mannschaftsmeister 1928
Der ASV Kreuznach sicherte sich vor dem AK Pirmasens den Titel des deutschen Mannschaftsmeisters 1928 im Ringen. Folgende Athleten hatte der ASV Kreuznach in seiner Staffel: Heinrich Zehmer, Schumacher, Georg Zehmer, H. Baruch, Fritz Bräun, Siebert und Willi Müller.